# Discocyrtus armatissimus
Discocyrtus armatissimus is een hooiwagen uit de familie Gonyleptidae.